# Quận Mobile, Alabama
Quận Mobile là một quận thuộc tiểu bang Alabama, Hoa Kỳ.
Quận này được đặt tên theo. Theo điều tra dân số của Cục điều tra dân số Hoa Kỳ năm 2000, quận có dân số 406.309 người. Quận lỵ đóng ở thành phố Mobile.

## Lịch sử
Các dân tộc bản địa đã từng sinh sống ở khu vực này trong hàng ngàn năm. Người Choctaw lịch sử là những người dân tộc Mỹ bản địa mà các các thương nhân và thực dân người Pháp đầu tiên đã gặp, những người thực dân và thương nhân Pháp đã thành lập Mobile trong đầu thế kỷ 18. Người Anh đã chiếm lại lãnh thổ năm 1763 sau khi đánh bại Pháp trong cuộc chiến tranh 7 năm. Trong cuộc chiến tranh cách mạng Mỹ, khu vực này roi vào tay người Tây Ban Nha như là một phần của Florida Tây Ban Nha. Nó đã được nhượng lại cho Hoa Kỳ sau khi cuộc chiến năm 1812.
Hầu hết người Mỹ bản địa trong khu vực đã bị đưa ra khỏi khu vực trong những năm 1830 theo chính sách của Tổng thống Andrew Jackson di chuyển họ về phía tây lãnh thổ Anh Điêng của sông Mississippi. Dải MOWA của các cư dân Anh Điêng Choctaw được công nhận là một bộ lạc trong năm 1979 bởi nhà nước; nó chiếm đất dọc theo biên giới của các quận Mobile và Washington.
Quận Moble đã được tạo ra bởi người Mỹ gốc châu Âu bởi một công bố của Thống đốc Holmes của Lãnh thổ Mississippi vào ngày 18 tháng 12 năm 1812. Khu vực đã trở thành một phần của lãnh thổ Alabama vào ngày 15 tháng 8 năm 1817, ngày mà Mississippi đã trở thành một tiểu bang. Hai năm sau đó, quận đã trở thành một phần của Alabama khi nó trở thành tiểu bang Hoa Kỳ vào ngày 14 tháng 12 năm 1819.
Thành phố Mobile, đầu tiên được định cư bởi những người thực dân Pháp như là một phần của La Louisiane, đã luôn luôn được chỉ định là trung tâm của quận. Cả quận hạt và thành phố lấy tên của chúng từ Fort Louis de la Mobile, một pháo đài của Pháp được thành lập (gần hiện tại ngày Axis, Alabama) năm 1702. Khu vực bị chiếm đóng của thực dân Pháp từ 1702-1763, người Anh từ 1763-1780, và Tây Ban Nha từ 1780-1813. Vụ cháy tòa án cháy xảy ra trong 1.823 năm, 1840, và năm 1872. 